# 桐生順子
桐生 順子（きりゅう じゅんこ、1970年5月4日 - ）は、中京圏を拠点に活動しているフリーアナウンサー、女優、元中京テレビ放送のアナウンサー。クリアレイズ所属。愛知県名古屋市出身。愛知淑徳高等学校卒業。身長160cm。血液型A型。

## 来歴
高校卒業後は、ナレーターコンパニオンやイベントコンパニオンとして活動していた。1995年にテレビ愛知の深夜番組『ドラゴンズ&グランパスTODAY』に出演した後、翌1996年に中京テレビに入社した。
2001年に中京テレビを退社し、フリーアナウンサーへ転向。以後はアナウンサーとしての活動を続ける中で、リポーターやイベントのMCなども務めている。また、所属事務所取締役の多田木亮佑が主宰する「劇団少年ボーイズ」の女優としても活動していた。2023年現在はCBCテレビ・CBCラジオ）の契約アナウンサ－。

## 現在の担当番組
- CBCニュース（CBCテレビ・CBCラジオ） - 契約アナウンサ－として主に深夜と早朝のニュースを担当。

2023年現在、金曜夜から土曜朝のニュースを担当。

## 過去の担当番組
- 源石和輝 モルゲン!! 月曜アシスタント（東海ラジオ:2012年4月～2014年9月まで）
- ドラゴンズ&グランパスTODAY （テレビ愛知）
- NNNきょうの出来事 中京テレビローカルスポットニュース（中京テレビ）
- おめざめワイド600 （中京テレビ、気象情報担当）
- 中京テレビニュースプラス1 （中京テレビ、リポーター）
- 宮地佑紀生の奥さまランチ（中京テレビ）
- 宮地佑紀生の電波将軍（中京テレビ）
- Viva!グランパス（中京テレビ、アシスタント）
- SPORTS STADIUM （中京テレビ、アシスタント）
- 夢格闘・ドリームファイト（中京テレビ、リポーター）
- ズームイン!!朝! 中京テレビローカルパート（中京テレビ、気象情報担当）
- ズームイン!!サタデー（中京テレビ、気象情報担当）
- 心にエール!ふるさと夢図鑑（中京テレビ、リポーター）
- おいでョ!ハウジングプラザ神宮（中京テレビ、リポーター）
- クスクス（中京テレビ、リポーター）
- 経済アラカルト（中京テレビ、インタビュアー）
- 土曜サウンド倶楽部（FM三重）
- SONG 4 LOVERS （FM三重）
- 多田しげおの気分爽快!!朝からP・O・N（CBCラジオ2015年9月28日～2022年3月30日　月・火・水曜アシスタント）
  - 月曜アシスタント　2015年9月28日～2022年3月28日
  - 火曜アシスタント　2017年10月3日～2022年3月29日
  - 水曜アシスタント　2017年10月4日～2022年3月30日
  - 木曜アシスタント　2016年9月28日～2017年9月28日
- 歌のない歌謡曲（CBCラジオ  月・火・水曜担当）

## CM
- ライオン「システマハグキプラス」

## 備考
所属事務所のクリアレイズでは、CBC「テレビ＆ラジオニュース」の契約アナウンサーとなっており、番組毎の契約である。そのため、CBC公式サイト内に桐生のプロフィールページは設けられていない（CBC社員のアナウンサーのブログに登場することはある）。